# Art Students League of New York

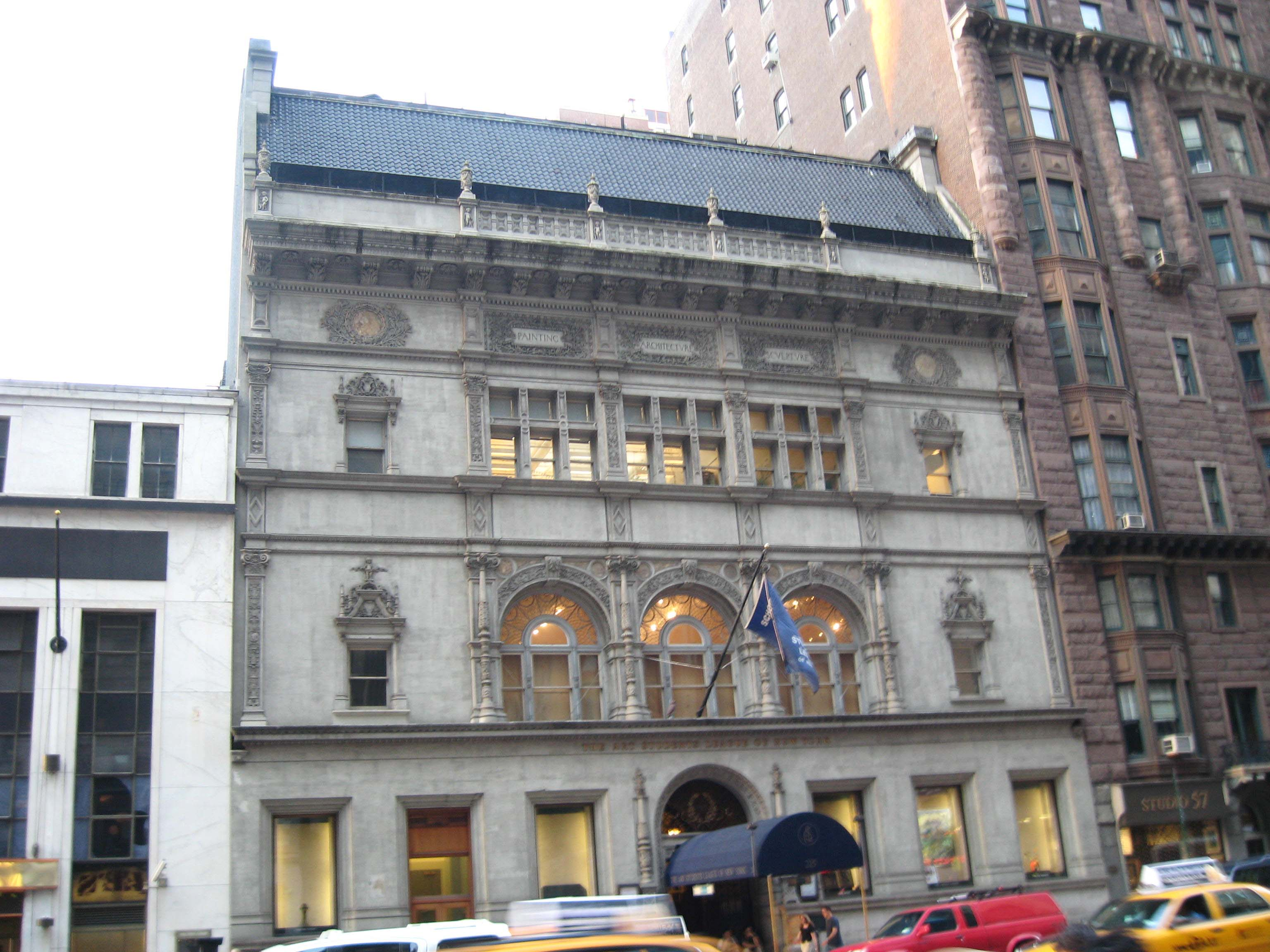
West 57th Street, New York

De Art Students League of New York is een kunstacademie in New York, gesticht in 1875, waaraan vele vooraanstaande Amerikaanse en internationale kunstenaars hebben gedoceerd en gestudeerd.
Sinds 1892 is de League gehuisvest in de The American Fine Arts Building aan de 215 West 57th Street. Van 1906 tot 1922 en, na het einde van de Tweede Wereldoorlog, van 1947 tot 1979, was er een zomerschool schilderen in Woodstock, New York.
De League vervult tot op de dag van vandaag een belangrijke rol in het culturele leven van New York.

## Prominente alumni
De lijst van prominente alumni omvat namen als: Jennie Augusta Brownscombe, Frederic Remington, Winslow Homer, William Glackens, Allyn Cox, Marsden Hartley, Andrew Michael Dasburg, Jacob Epstein, David Smith, Claudette Colbert, Charles Dana Gibson, Dorothy Dehner, Tony Smith, Alexander Calder, Isamu Noguchi, Georgia O’Keeffe, Isabel Bishop, John Henry Twachtman, Ernest Lawson, Philip Evergood, Paul Cadmus, Elias Goldberg, George Tooker, Man Ray, Harry Sternberg, Loréne Bourguignon, Norman Rockwell, Chaim Gross, Louise Nevelson, John D. Graham, Louise Bourgeois, Burgoyne Diller, Milton Avery, Mark Rothko, Adolph Gottlieb, Clyfford Still, Jack Tworkov, Barnett Newman, John Marin,  Ben Shahn, Ray Osrin, Louis Schanker, Albert Kotin, Lee Krasner, Jackson Pollock, Helen Frankenthaler, Robert Rauschenberg,  Knox Martin, Cy Twombly, Frank Stella, Alfred Leslie, Al Held, James Rosenquist, Roy Lichtenstein, Eva Hesse, Lee Bontecou, Robert Smithson, Reuben Nakian, Donald Judd, Mercedes Matter, Marisol Escobar, Red Grooms, James Brooks, Ronnie Landfield, I. Rice Pereira, Suzanne Perlman, Fairfield Porter, Louisa Matthiasdottir, Nancy Graves, Tom Otterness, Paul Jenkins, Joseph Stella, Ethel Schwabacher, Betty Parsons, Clement Greenberg, Leonard Bocour, Stow Wengenroth, Gertrude Vanderbilt Whitney, Will Barnet, Al Hirschfeld, Maurice Sendak, Romare Bearden, Otto Stark, Nelson Shanks, Wendy Penney, Thomas Lamb, Louis Finkelstein, Walter Tandy Murch, Edwin Tappan Adney, Nat Mayer Shapiro, Jozef C. Mazur, John Alan Maxwell, Tadashi Asoma, Philip Pavia, Nell Blaine, Alice Schille en vele anderen.